# Lahdenpohja
Lahdenpohja (ryska: Лахденпохья, Lachdenpochja) är en stad och tidigare köping i Karelska republiken inom Ryssland. Lahdenpohja ligger vid sjön Ladoga, nära gränsen till Finland. Invånarantalet är cirka 7 500.
Lahdenpohja är den administrativa huvudorten för Lahdenpohja rajon.